# Amblyaspis borneoensis
Amblyaspis borneoensis är en stekelart som beskrevs av Peter Neerup Buhl 2004. Amblyaspis borneoensis ingår i släktet Amblyaspis och familjen gallmyggesteklar. Inga underarter finns listade i Catalogue of Life.